# 弥勒菩薩半跏思惟像
弥勒菩薩半跏思惟像（みろくぼさつはんかしゆいぞう、みろくぼさつはんかしいぞう） は、仏像の一形式で、台座に腰掛けて左足を下げ、右足先を左大腿部にのせて足を組み（半跏）、折り曲げた右膝頭の上に右肘をつき、右手の指先を軽く右頰にふれて思索する（思惟）姿の弥勒菩薩像である。日本には大陸より6世紀から7世紀の弥勒信仰の流入と共に伝えられ、飛鳥時代から奈良時代にかけての作品が多く残されている。広隆寺に収蔵。

## 広隆寺の宝冠弥勒

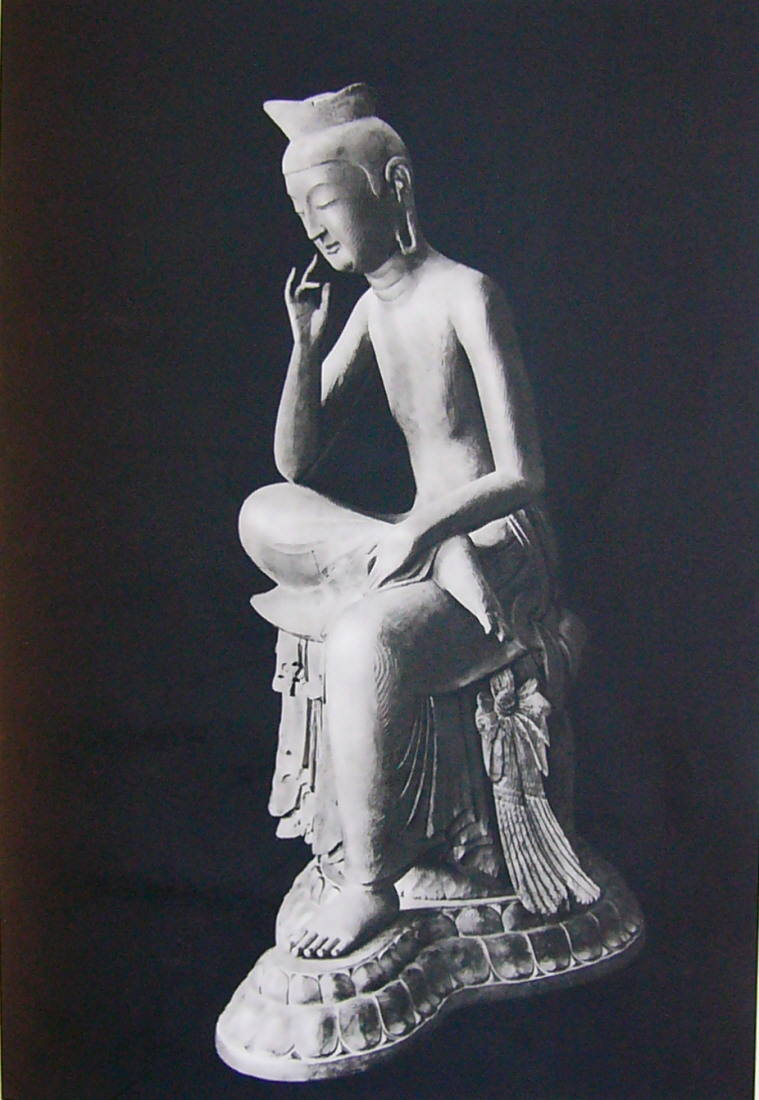
広隆寺「宝冠弥勒」（国宝）

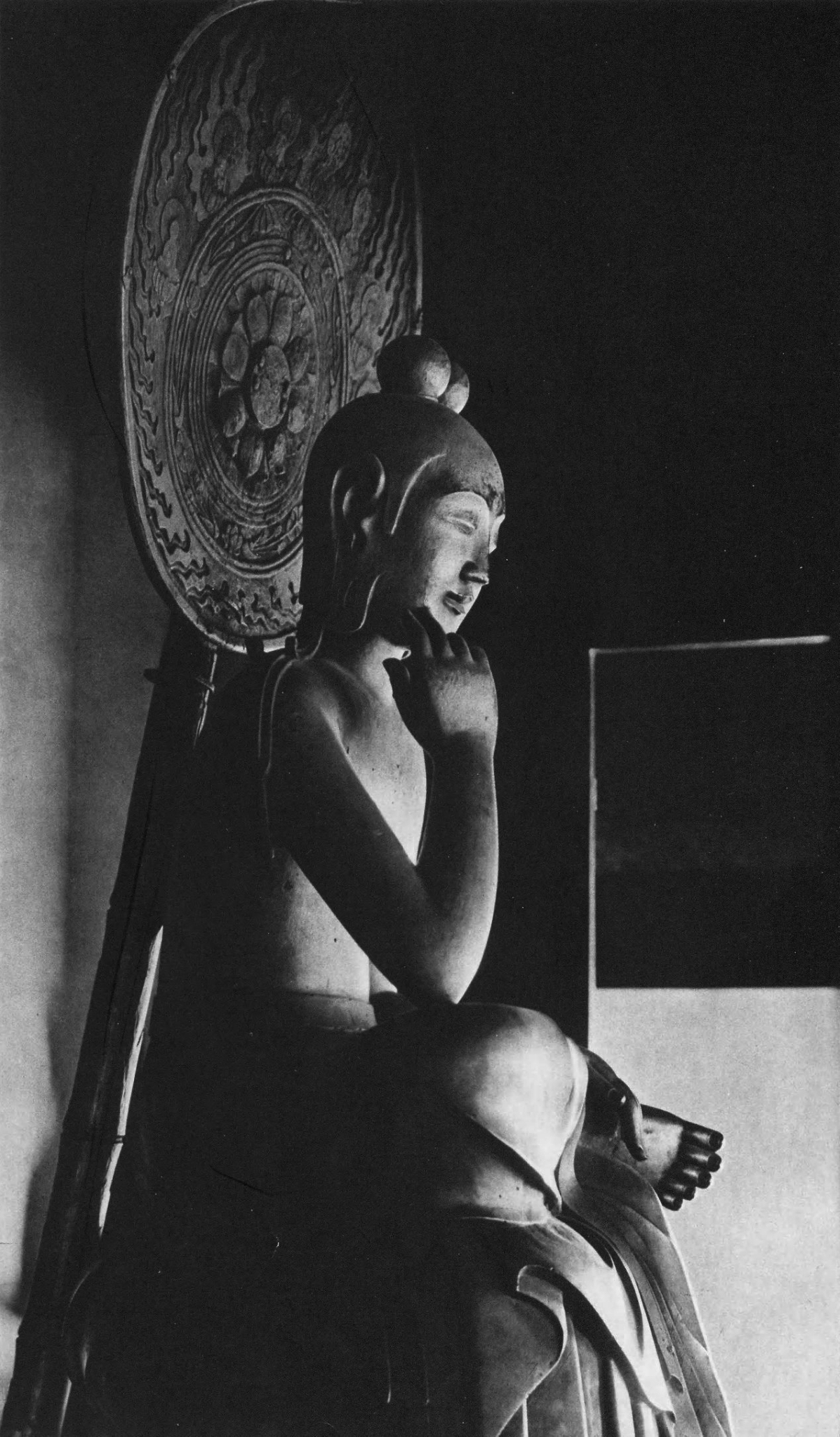
中宮寺 木造菩薩半跏像（国宝）

京都府京都市太秦の広隆寺霊宝殿に安置されている「宝冠弥勒」（国宝彫刻の部第一号）は、右手の中指を頬にあてて物思いにふける姿であり、傑作として知られる。像高は123.3センチメートル（左足含む）、坐高は84.2センチメートル。アカマツ材の一木造で、右手を頬に軽く当て、思索のポーズを示す弥勒像である。像表面は、現状ではほとんど素地を現すが、元来は金箔でおおわれていたことが、下腹部等にわずかに残る痕跡から明らかである。右手の人差し指と小指、両足先などは後補で、面部にも補修の手が入っている。
制作時期は7世紀とされるが、制作地については作風等から朝鮮半島からの渡来像であるとする説が有力である。日本で制作されたとする仮説、朝鮮半島から渡来した霊木を日本で彫刻したとする仮説があるが定かではない。朝鮮半島からの渡来仏だとする説からは、『日本書紀』に記される推古天皇31年（623年）、新羅から請来した仏像がこの像に当たると考察される。
『広隆寺資財交替実録帳』の金堂の項をみると、安置されている仏像の中に2体の「金色弥勒菩薩像」があり、1体には「所謂太子本願御形」、もう1体には「在薬師仏殿之内」との注記がある。「太子本願御形」の像が宝冠弥勒であり、「在薬師仏殿之内」（金堂本尊薬師如来像の厨子内にある）の像がもう1体の宝髻弥勒にあたると考えられている。
本像についてしばしば「国宝第1号」として紹介されるが、本像と同じく1951年（昭和26年）6月9日付けで国宝に指定された物件は他にも多数ある。本像の「国宝第1号」とは、国宝指定時の指定書及び台帳の番号が「彫刻第1号」であるということである。

## 半跏思惟像の作例
- 東京都　東京国立博物館　銅造菩薩半跏像（法隆寺献納）　10躯　飛鳥時代、重要文化財
- 東京都　東京国立博物館　菩薩半跏像　朝鮮・三国時代
- 東京都　東京国立博物館　菩薩五尊像　中国・北斉時代
- 東京都　永青文庫　石造菩薩半跏像　中国・北魏時代、重要文化財
- 長野県　観松院　銅造菩薩半跏像　飛鳥時代、重要文化財
- 長野県　盛泉寺　銅造菩薩半跏像　奈良時代、県宝
- 福井県　正林庵　銅造如意輪観音半跏像　飛鳥時代、重要文化財
- 福井県　正法寺　銅造如意輪観音半跏像　鎌倉時代（模古像）、県指定有形文化財
- 大阪府　四天王寺　金銅観世音菩薩半跏像　飛鳥時代、重要文化財
- 大阪府　野中寺　金銅弥勒菩薩半跏像　飛鳥時代、重要文化財
- 大阪府　観心寺　金銅如意輪観音半跏像　飛鳥時代、重要文化財
- 奈良県　東大寺　銅造如意輪観音半跏像　奈良時代、重要文化財
- 奈良県　中宮寺　木造菩薩半跏像（伝如意輪観音）飛鳥時代、国宝
- 奈良県　神野寺　銅造菩薩半跏像　飛鳥時代、重要文化財
- 奈良県　岡寺　銅造如意輪観音半跏像　奈良時代、重要文化財
- 和歌山県　極楽寺　銅造菩薩半跏像　飛鳥時代、重要文化財
- 滋賀県　延暦寺　銅造菩薩半跏像　朝鮮・三国時代
- 京都府　広隆寺　木造弥勒菩薩半跏像（通称「宝冠弥勒」）飛鳥時代、国宝
- 京都府　広隆寺　木造弥勒菩薩半跏像（通称「泣き弥勒」）飛鳥時代、国宝
- 京都府　妙傳寺　菩薩半跏思惟像　朝鮮・三国時代
- 兵庫県　たつの市立龍野歴史文化資料館　銅造鍍金菩薩半跏像　飛鳥時代、たつの市指定文化財
- 山口県　日天寺　金銅如意輪観音菩薩半跏像　飛鳥時代、県指定有形文化財
- 山口県　法泉寺　銅造浮彫菩薩形半跏像　平安時代、宇部市指定有形文化財
- 福岡県　福岡市美術館　銅造菩薩半跏像　飛鳥時代、重要文化財
- 長崎県　日本二十六聖人記念館　銅造弥勒菩薩半跏思惟像　飛鳥時代、県指定有形文化財
- 長崎県　牟田観音堂　牟田観音堂銅造半跏思惟像　朝鮮・三国時代、県指定有形文化財
- 長崎県　浄林寺　浄林寺の菩薩半跏像　飛鳥時代、対馬市指定有形文化財
- 長崎県　万松院　万松院の金銅観音菩薩半跏像　対馬市指定有形文化財
- 大韓民国ソウル特別市 国立中央博物館 金銅

en:Gilt-bronze Maitreya in Meditation (National Treasure No. 78)
en:Gilt-bronze Maitreya in Meditation (National Treasure No. 83)
- 中華人民共和国新疆ウィグル自治区クチャ キジル石窟第38窟内壁壁画

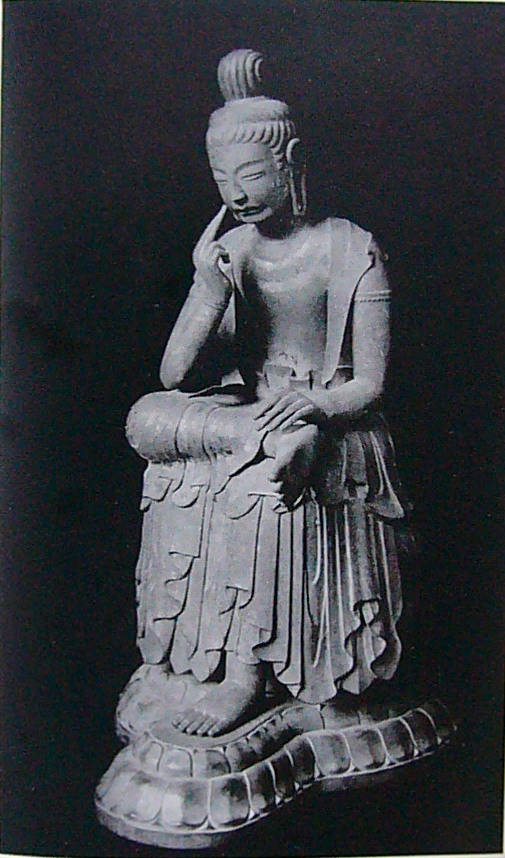
京都 広隆寺「泣き弥勒」
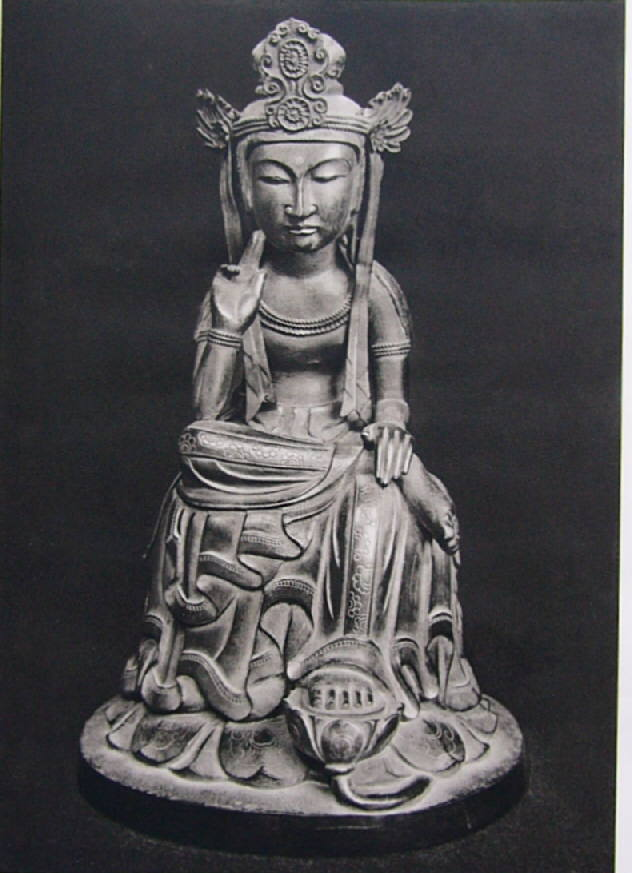
大阪 野中寺（重要文化財）
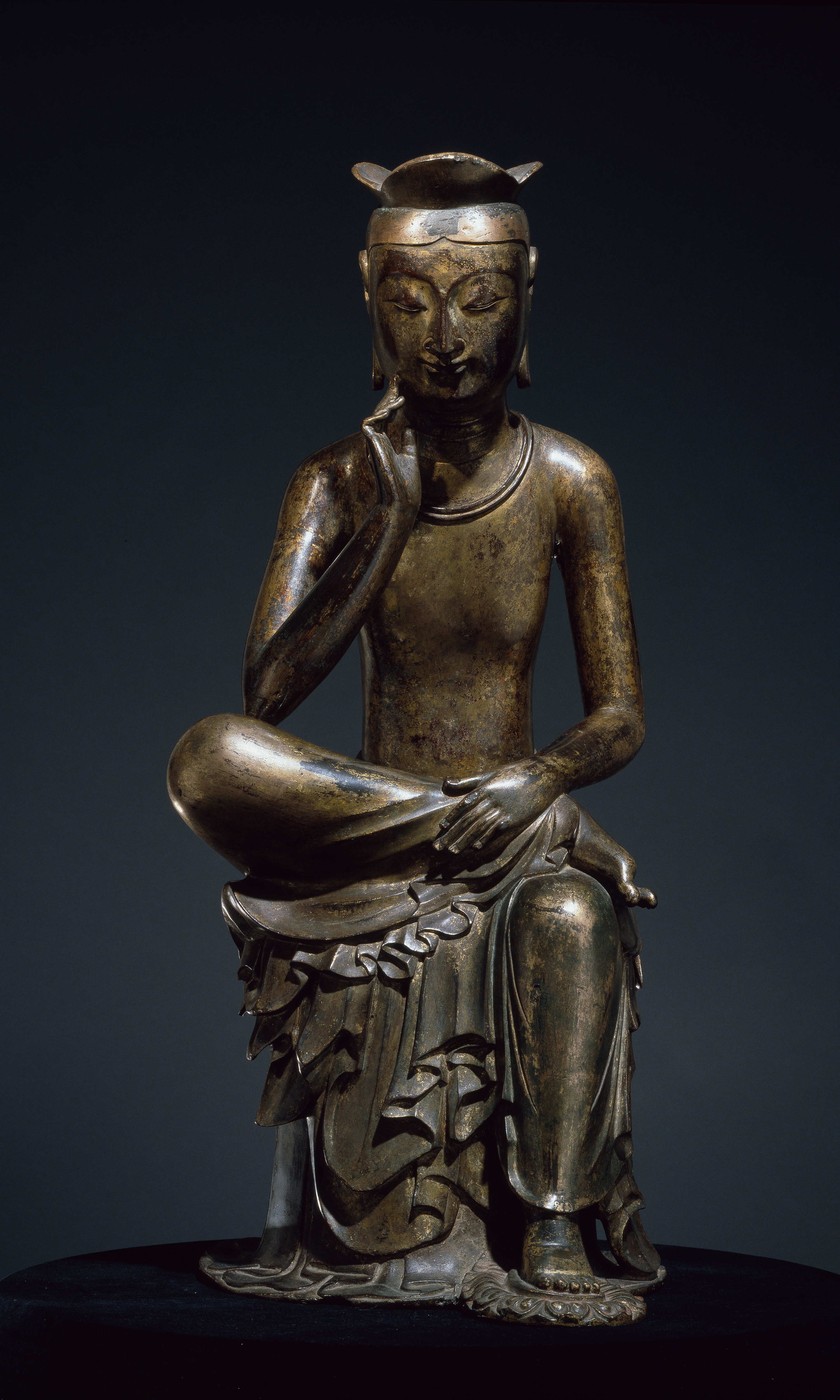
三国時代、韓国国立中央博物館蔵、大韓民国指定国宝第83号
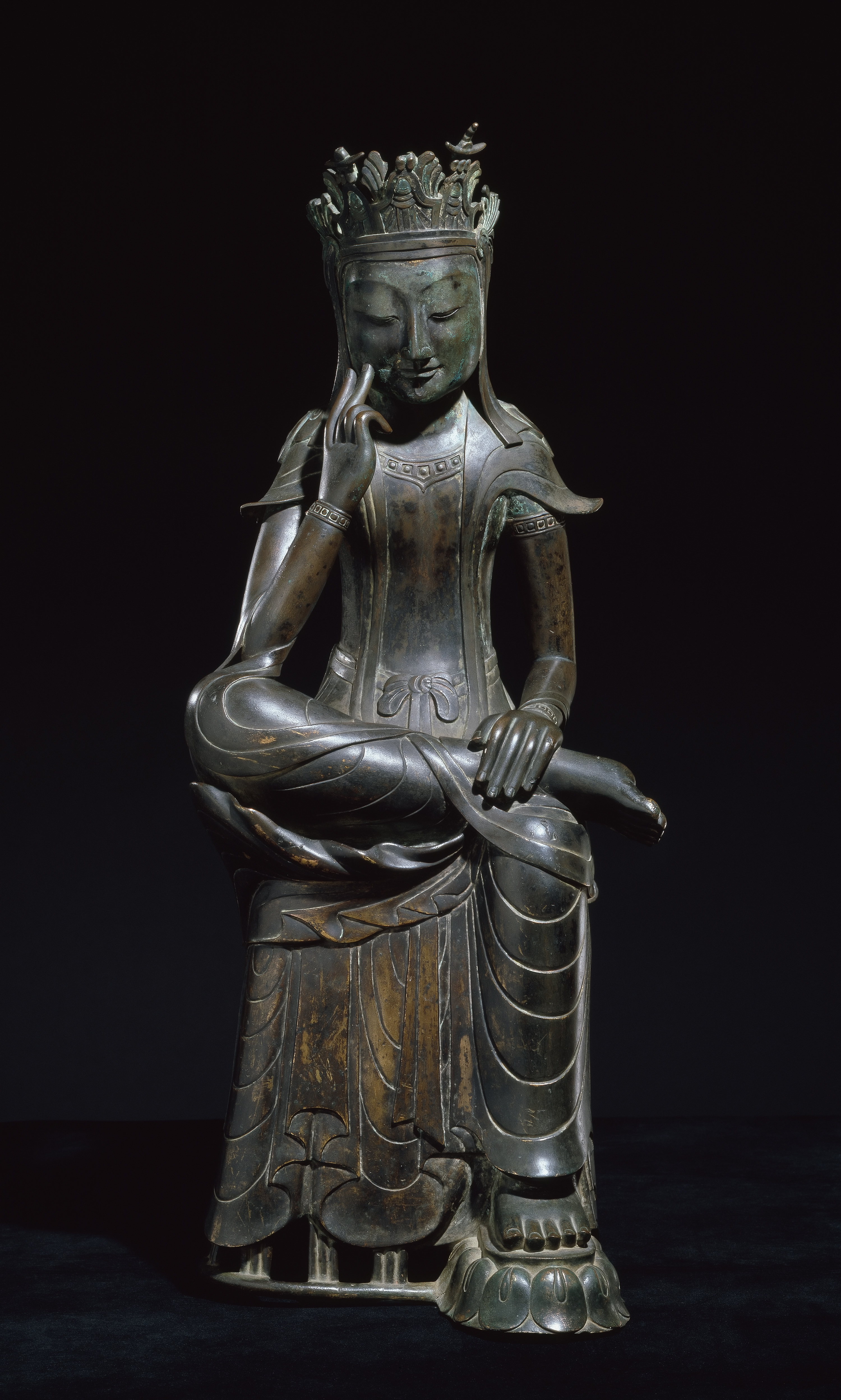
三国時代、韓国国立中央博物館蔵、大韓民国指定国宝第78号
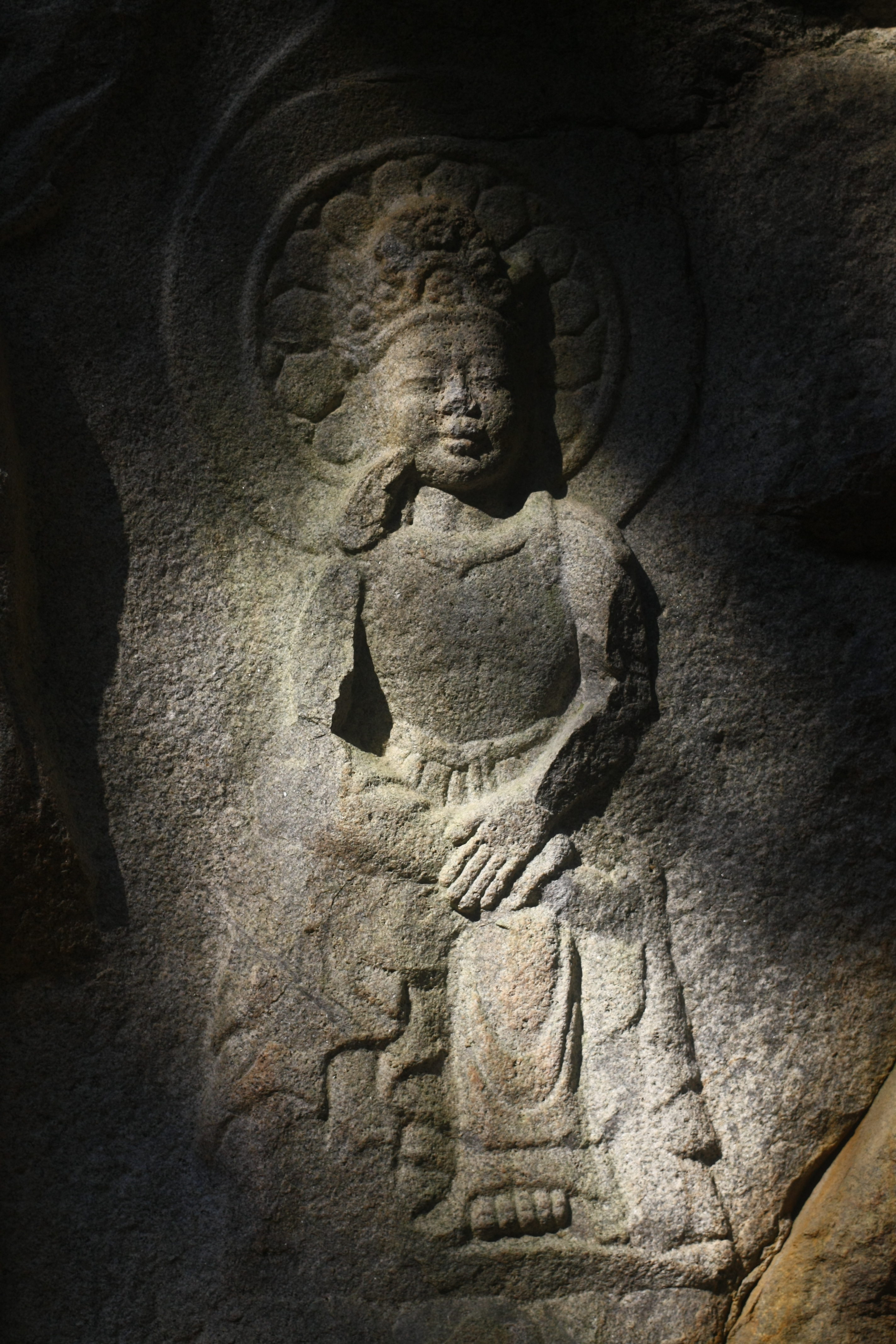
百済後期、韓国瑞山市伽耶山（石彫磨崖仏、釈迦三尊像の左脇侍）、大韓民国指定国宝第84号
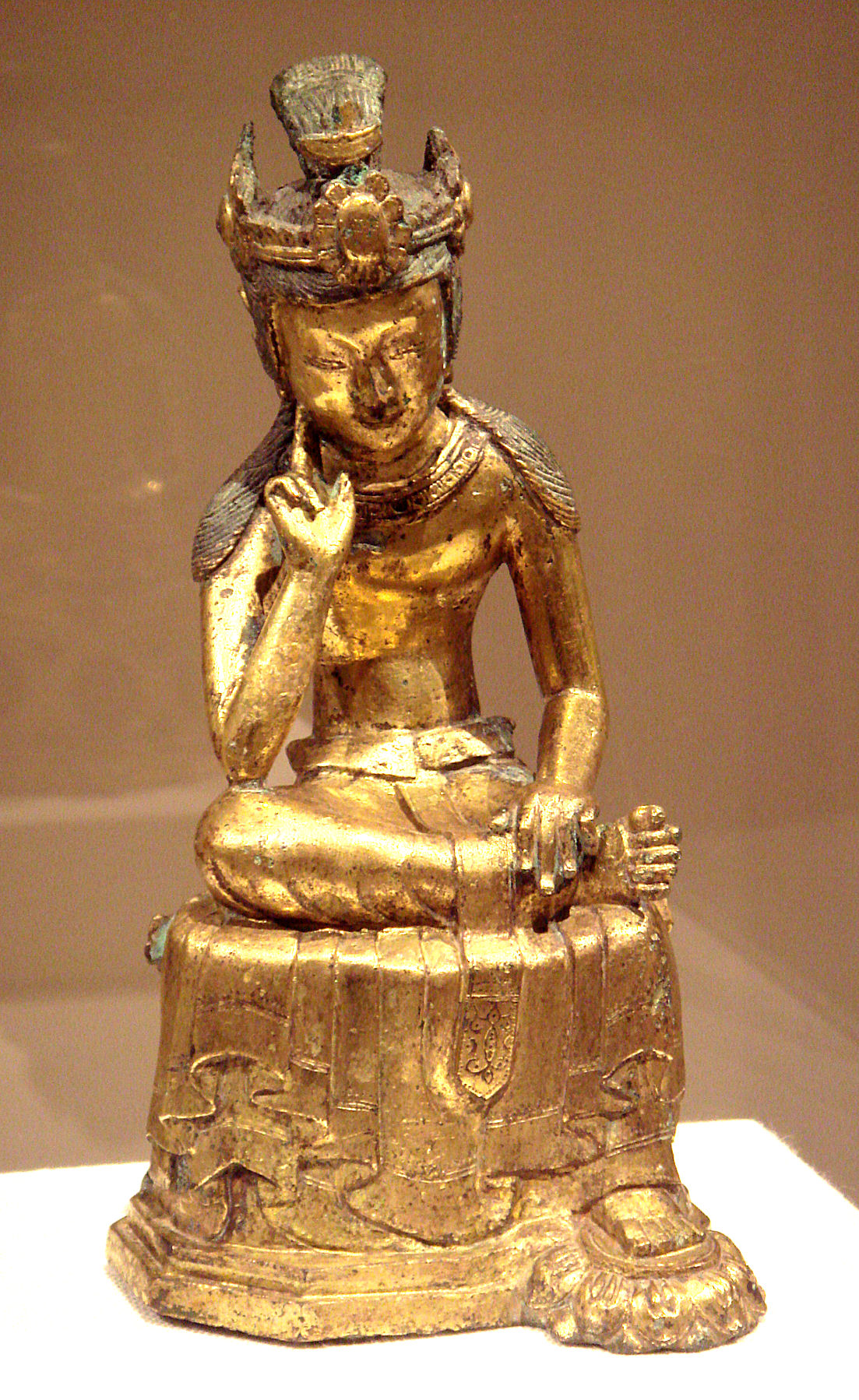
三国時代、7世紀、メトロポリタン美術館蔵